# Ніколаос Мандзарос
Ніко́лаос Ма́ндзарос (грец. Νικόλαος Χαλικιόπουλος Μάντζαρος, італ. Niccoló Calichiopulo Manzaro; 8 листопада 1795, острів Керкіра, — 12 квітня 1875, там само) — перший помітний новогрецький композитор, один з фундаторів новогрецької професійної музики, засновник так званої Іонічної школи.

## Творча біографія
Народився в аристократичній сім'ї і тому ніколи не вважав себе за професійного композитора. Втім, його значення для історії грецької музики є надзвичайним: він автор першої (з тих, що дійшли до нас) опери, написаної греком («Don Crepuscolo», 1815, на італійське лібрето), першого відомого твору для голосу з оркестром на грецький текст (Aria Greca, 1827), першого відомого грецького твору для струнного квартету (Partimenti, близько 1850), перших грецьких творів для фортепіано, першого грецького твору в формі фуги, перших відомих грецьких симфоній (не збереглися, а було їх аж 24, хоча деякі з них звуться симфоніями досить умовно, бо їх було написано для фортепіано), також він написав першу в Греції спробу музичного аналізу («Rapporto», 1851) та перші музично-педагогічні праці.
Музичну освіту почав здобувати на рідному острові від італійських учителів. Дебютував у керкірському театрі «Сан Джакомо» (Благородний театр святого Якова)1815 року (зокрема, саме тоді було виконано вже згадану одноактну оперу «Don Crepuscolo»). Пізніше (від 1819 року) часто перебував у Італії, там удосконалювався в композитора Цінгареллі. Таким чином, італійський вплив на його творчість був дуже значним, хоча грецький (іонійський) мелос він також використував у своїх творах.
1840 року Мандзарос заснував на Керкірі Філармонічне товариство, в якому викладав, і виховав багатьох відомих грецьких музикантів, зокрема Ксіндаса та Каррера.
Крім згаданих інструментальних, оркестрових та вокальних творів, Мандзарос писав також церковну музику (як католицьку — три меси та Te Deum, так і православну — повну літургію 1834 року).
Крім великого історичного значення діяльності Мандзароса, в його доробку є принаймні один твір, який дуже часто виконується. У 1828—1830 роках він написав музику до поеми свого друга, великого грецького поета Діонісіоса Соломоса «Ода свободі» (1823), що зрештою стала національним гімном Греції та Кіпру. 1844 року було створено другу редакцію цього твору, а 1865 перші його строфи було затверджено як національний гімн Греції, що є чинним донині.
1979 року було створено ансамбль духових інструментів імені Мандзароса.